# Lolland-Falsters Stift
Lolland-Falsters Stift er et stift, der omfatter Lolland og Falster og hvis hovedkirke er Maribo Domkirke. Stiftets biskop residerer imidlertid i Nykøbing Falster. Stiftet blev udskilt af Fyens Stift fra nytår 1804 og er landets mindste stift.
Stiftets biskop er siden 1. september 2017 Marianne Gaarden.
Provstier siden 1. januar 2007:
- Maribo Domprovsti
- Lolland Vestre Provsti
- Lolland Østre Provsti
- Falster Provsti

Provstier nedlagt som del af kommunalreformen i 2007.
- Lolland Nørre Provsti
- Lolland Søndre Provsti
- Falster Vestre Provsti
- Falster Østre Provsti

## Bisperækken
- 1803 – 1805: Andreas Birch
- 1805 – 1831: Peter Outzen Boisen
- 1831 – 1842: Rasmus Møller
- 1843 – 1845: Gerhard Peter Brammer
- 1845 – 1848: Peter Christian Stenersen Gad
- 1849 – 1854: Ditlev Gothard Monrad (1. periode)
- 1854 – 1856: Jørgen Hjort Lautrup
- 1856 – 1871: Severin Claudius Wilken Bindesbøll
- 1871 – 1887: Ditlev Gothard Monrad (2. periode)
- 1887 – 1899: Hans Valdemar Sthyr
- 1899 – 1903: Henrik Christian von Leunbach
- 1903 – 1907: Hans Sophus Sørensen
- 1907 – 1923: Caspar Wegener
- 1923 – 1942: Johan John Aschlund Ammundsen
- 1942 – 1950: Niels Munk Plum
- 1950 – 1964: Halfdan Høgsbro
- 1964 – 1969: Haldor Hald
- 1969 – 1996: Thorkild E. Græsholt
- 1996 – 2005: Holger Jepsen
- 2005 – 2017: Steen Skovsgaard
- 2017 -: Marianne Gaarden

## Stiftamtmænd
- 1737 – 1763: Christian Frederik Raben
- 1850 – 1885: Frederik Christian Holsten
- 1885 – 1886: Iver Emil Hermann William Unsgaard
- 1890 – 1903: Conrad Alexander Fabritius de Tengnagel
- 1903 – 1912: Gustav Hakon Valdemar Feddersen
- 1912 – 19??: Waldemar Oxholm

## Ekstern kilde/henvisning
- Wikimedia Commons har flere filer relateret til Lolland-Falsters Stift

1. ↑  Landsarkivet for Sjælland, Lolland-Falster og Bornholm og hjælpemidlerne til dets benyttelse

- Lolland-Falsters Stifts hjemmeside